# Spulerina
Spulerina is een geslacht van vlinders uit de familie mineermotten (Gracillariidae).

## Soorten
- S. aphanosema Vári, 1961
- S. astaurota (Meyrick, 1922)
- S. atactodesma Vári, 1961
- S. bifaria Bai & Li, 2009
- S. castaneae Kumata & Kuroko, 1988
- S. catapasta Vári, 1961
- S. corticicola Kumata, 1964
- S. dissotoma (Meyrick, 1931)
- S. elegans Bai & Li, 2009
- S. furcifera Liu & Yuan, 2001
- S. hexalocha (Meyrick, 1912)
- S. isonoma (Meyrick, 1916)
- S. lochmaea Vári, 1961
- S. malicola (Meyrick, 1921)
- S. marmarodes Vári, 1961
- S. parthenocissi Kumata & Kuroko, 1988
- S. quadrata Bai & Li, 2009
- S. quadrifasciata Bland, 1980
- S. simploniella

Eikenbaststeltmot (Fischer von Roslerstamm, 1840)
- S. virgulata Kumata & Kuroko, 1988